# Twisk

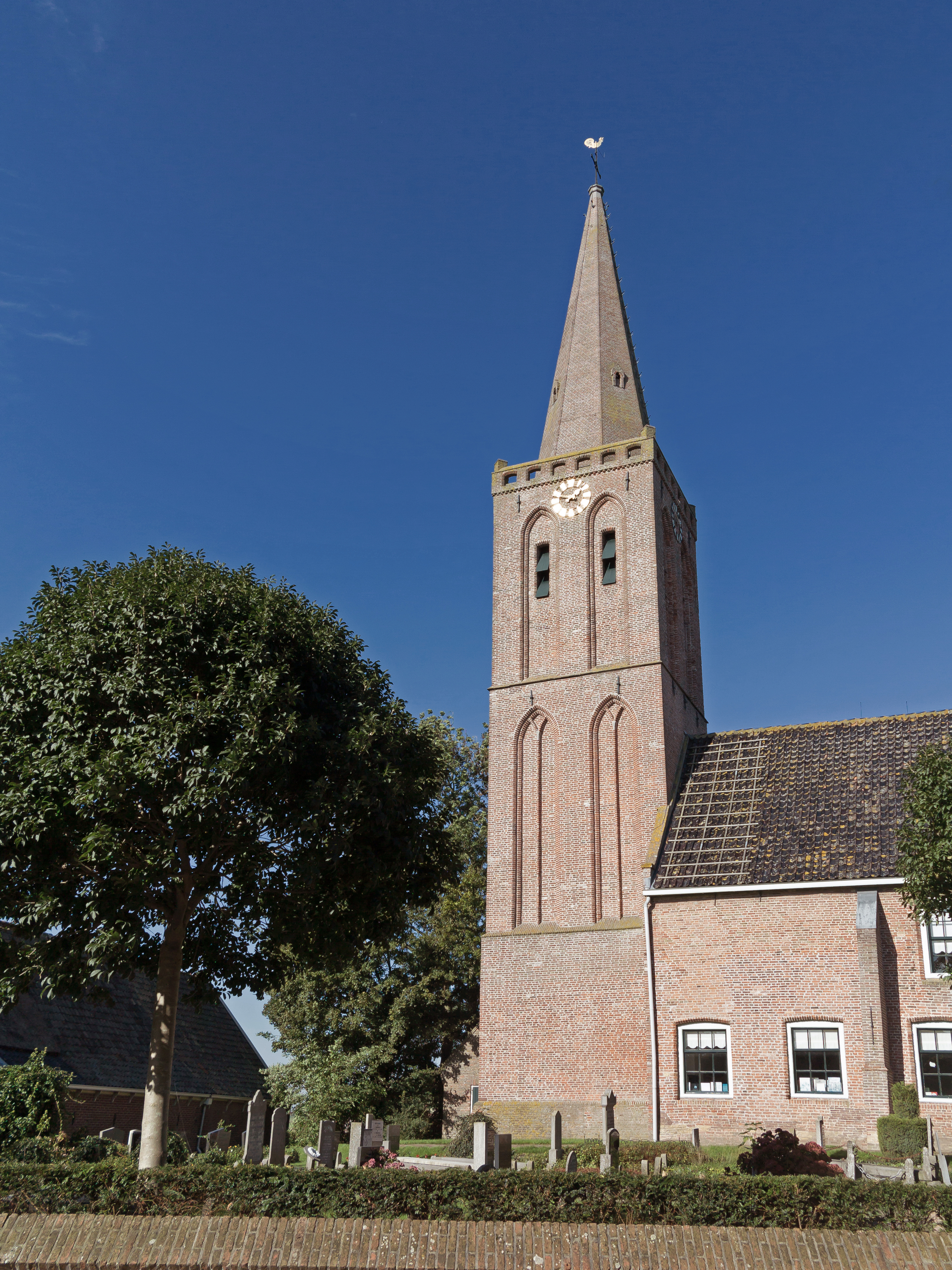
Twisk, l'église protestante

Twisk est un village de la province de Hollande-Septentrionale aux Pays-Bas de la commune de Medemblik. Elle fait partie de la commune de Medemblik. Jusqu'au 1er janvier 2007, Twisk faisait partie de l'ancienne commune de Noorder-Koggenland.
Sa population était en 2001 de 398 habitants environ. La majorité de la population vit en dehors du village le long d'une route qui va d'Opperdoes à Abbekerk. La population du district statistique qui inclut le hameau de Het Westeinde à côté de Opperdoes, comprend 1 160 habitants (2005).